# Parlamento delle Isole Canarie
Il Parlamento delle Isole Canarie (in spagnolo: Parlamento de Canarias) è l'organo legislativo della comunità autonoma delle Isole Canarie. I suoi membri sono scelti a suffragio universale, libero, diretto e segreto e hanno il compito di rappresentare i cittadini delle Isole Canarie.

## Storia
Come nel caso di altre regioni della Spagna, sin dalla stesura della Costituzione del 1931 durante la Seconda Repubblica Spagnola si tentò di costituire una comunità autonoma nelle Isole Canarie con la presentazione di uno statuto regionale. La creazione di un Parlamento delle Canarie fu prevista sia da due progetti realizzati dal governo di Santa Cruz de Tenerife e dal Collegio degli agenti di commercio di Las Palmas de Gran Canaria sia da un successivo progetto unificato dei due governi provinciali, tuttavia lo scoppio della guerra civile spagnola e i suoi sviluppi resero impossibile attuarla.
Il Parlamento delle Isole Canarie nacque solo dopo l'approvazione dello Statuto di autonomia delle Isole Canarie nel 1982, anche se già in precedenza esisteva un'istituzione pre-autonoma che svolgeva la sua funzione. Il 30 maggio 1982 esso tenne la sua prima sessione sotto la presidenza di Pedro Guerra Cabrera; da allora il 30 maggio di ogni anno si celebra la Giornata delle Isole Canarie.

## Composizione
Il numero di Procuratori eletti per la X Legislatura è 70. La distribuzione è la seguente:
- Per isole:
  - Isola di Fuerteventura: 8
  - Isola di La Gomera: 4
  - Isola di Gran Canaria: 15
  - Isola di El Hierro: 3
  - Isola di Lanzarote: 8
  - Isola di La Palma: 8
  - Isola di Tenerife: 15

Fino al 2015, la distribuzione dei deputati per isole non si basava sulla popolazione ma sul principio della cosiddetta "tripla parità". Ciò prevedeva che entrambe le province eleggessero un numero uguale di deputati, che entrambe le isole capitali avessero anche lo stesso numero di deputati, e che la somma dei deputati delle isole non capitali fosse la stessa di quella delle isole capitali. Questa distribuzione causava un paradosso: all'interno della stessa comunità autonoma, infatti, accadeva che ci fossero distretti elettorali autonomi con il più alto indice di rappresentatività in Spagna e distretti con uno dei tassi più bassi.
Nelle elezioni del 2019, è stata attuata per la prima volta la riforma dello statuto del 2018, che ha aggiunto un collegio autonomo comune di 9 deputati per mitigare la divergenza del "peso di voto" tra isole centrali e periferiche. È stato aggiunto anche un deputato a Fuerteventura perché il sistema precedente assegnava meno seggi rispetto all'isola meno popolata di La Palma. Le barriere elettorali, infine, sono state abbassate: prima, per ottenere la rappresentanza parlamentare, era necessario ottenere il 30% dei voti validi o essere la candidatura più votata in ogni collegio elettorale o il 6% in tutta la comunità autonoma. Ora, ciascuna parte deve ottenere il 15% su ogni isola o il 4% a livello regionale. Se una formazione ottiene il 4% dei voti ottenuti nel collegio elettorale autonomo, sarà anche ammissibile a ottenere un seggio.

## Competenze
Le Corti sono responsabili della scelta del Presidente della Comunità autonoma tra i suoi membri. Il Presidente esercita il potere esecutivo e nomina il Governo della Giunta. Le attribuzioni delle Corti secondo lo Statuto di autonomia sono, tra le altre:
- Esercizio del potere legislativo della Comunità.
- Il controllo del Governo della Giunta e del suo Presidente.
- L'approvazione dei Bilanci.
- L'elezione del Presidente della Giunta.
- Nominare i Senatori eletti indirettamente corrispondenti alla Comunità.
- Imporre e riscuotere le tasse.

## Presidenti
| Nome                                 | Periodo                                                | Partito | Partito       |
| ------------------------------------ | ------------------------------------------------------ | ------- | ------------- |
| Pedro Guerra Cabrera                 | 1983-1987                                              |         | PSOE-Canarias |
| Victoriano Ríos Pérez                | 1987-1991 (Primo Mandato); 1991-1995 (Secondo Mandato) |         | AIC           |
| José Miguel Bravo de Laguna Bermúdez | 1995-1999 (Primo Mandato); 1999-2003 (Secondo Mandato) |         | PP-Canarias   |
| Gabriel Mato Adrover                 | 2003-2007                                              |         | PP-Canarias   |
| Antonio Ángel Castro Cordobez        | 2007-2011 (Primo Mandato); 2011-2015 (Secondo Mandato) |         | CC-PNC        |
| Carolina Darias San Sebastián        | 2015-2019                                              |         | PSOE-Canarias |
| Gustavo Adolfo Matos Expósito        | 2019-2023                                              |         | PSOE-Canarias |
| Astrid María Pérez Batista           | 2023-in carica                                         |         | PP-Canarias   |